# شفق (فیلم ۱۹۹۷)
شفق (به انگلیسی: Afterglow) نام فیلم درامی است که در سال ۱۹۹۷ به کارگردانی آلن رودولف ساخته شد. جولی کریستی موفق شد برای بازی در این فیلم در رشتهٔ بهترین بازیگر نقش اول زن نامزد دریافتِ جایزه اسکار شود.